# Manhattan (曲)
「Manhattan」（マンハッタン）は、藤井尚之の2枚目のシングル。

## 概要
「Manhattan」は7分以上ある長い曲のため、12インチ・シングルとなった。
1988年発売当時として珍しくマキシシングル（12cmCD規格）が発売された。

## 収録曲
全作詞：松本隆　全作曲：藤井尚之　全編曲：井上鑑
1. Manhattan
2. Masquerade
3. Message